# Europese kampioenschappen inlineskaten 2012
De Europese kampioenschappen inline-skaten 2012 is gehouden van 23 tot en met 28 juli in Szeged, Hongarije. Bij de vierentwintigste editie van het Europees Kampioenschap werd er alleen op de piste gereden. Dit kwam doordat Szeged het EK inlline-skaten van 2012 pas in april toegewezen had gekregen, nadat Pamplona zich eerder terugtrok vanwege financiële problemen.

## Programma
Hieronder is het programma weergegeven voor dit toernooi.
| Datum   | Mannen               | Vrouwen              |
| ------- | -------------------- | -------------------- |
| 23 juli | 300m Time trial      | 300m Time trial      |
| 24 juli | 500m Sprint*         | 500m Sprint*         |
| 25 juli | 1000m Sprint         | 1000m Sprint         |
| 26 juli | 15000m Afvalkoers    | 10000m Afvalkoers    |
| 27 juli | 10000m Punt. + afval | 10000m Punt. + afval |
| 28 juli | 3000m Aflossing      | 3000m Aflossing      |

 * Verplaatst naar 25 juli, wegens de aanhoudende regenval.

## Belgische deelnemers
| Mannen                                                                   | Vrouwen                           |
| ------------------------------------------------------------------------ | --------------------------------- |
| Wannes van den Berghe Niels Provoost Tim Sibiet Ferre Spruyt Bart Swings | Nele Armée Anke Vos Hanne Wouters |

## Nederlandse deelnemers
| Mannen                                                                               | Vrouwen                                                       |
| ------------------------------------------------------------------------------------ | ------------------------------------------------------------- |
| Crispijn Ariëns Ruurd Dijkstra Sander de Graaf Mark Horsten Niels Mesu Michel Mulder | Manon Kamminga Bianca Roosenboom Irene Schouten Elma de Vries |

## Medailleverdeling

### Mannen
| Afstand               | Goud ·                                                    | Zilver ·                                             | Brons ·                                           |
| --------------------- | --------------------------------------------------------- | ---------------------------------------------------- | ------------------------------------------------- |
| 300m Time trial       | Nicolas Pelloquin                                         | Andrea Angeletti                                     | Michel Mulder                                     |
| 500m Sprint           | Bart Swings                                               | Gwendal Le Pivert                                    | Michel Mulder                                     |
| 1000m Sprint          | Lorenzo Cassioli                                          | Fabio Francolini                                     | Mark Horsten                                      |
| 10.000m Punt. + afval | Fabio Francolini                                          | Ewen Fernandez                                       | Lorenzo Cassioli                                  |
| 15.000m Afvalkoers    | Fabio Francolini                                          | Lorenzo Cassioli                                     | Bart Swings                                       |
| 3000m Aflossing       | Italië Andrea Angeletti Lorenzo Cassioli Fabio Francolini | Nederland Crispijn Ariëns Mark Horsten Michel Mulder | België Jore van den Berghe Tim Sibiet Bart Swings |

### Vrouwen
| Afstand               | Goud ·                                                         | Zilver ·                                       | Brons ·                                                   |
| --------------------- | -------------------------------------------------------------- | ---------------------------------------------- | --------------------------------------------------------- |
| 300m Time trial       | Erika Zanetti                                                  | Laethisia Schimek                              | Jana Gegner                                               |
| 500m Sprint           | Erika Zanetti                                                  | Clemence Halbout                               | Francesca Lollobrigida                                    |
| 1000m Sprint          | Manon Kamminga                                                 | Francesca Lollobrigida                         | Erika Zanetti                                             |
| 10.000m Punt. + afval | Francesca Lollobrigida                                         | Nathalie Barbotin                              | Roberta Casu                                              |
| 10.000m Afvalkoers    | Francesca Lollobrigida                                         | Manon Kamminga                                 | Justine Halbout                                           |
| 3000m Aflossing       | Italië Federica Di Natale Francesca Lollobrigida Erika Zanetti | Duitsland Sabine Berg Jana Gegner Mareike Thum | Nederland Manon Kamminga Bianca Roosenboom Irene Schouten |

### Medaillespiegel
| Plaats | Land      | Goud | Zilver | Brons | Totaal |
| 1      | Italië    | 9    | 4      | 4     | 17     |
| 2      | Frankrijk | 1    | 4      | 1     | 06     |
| 3      | Nederland | 1    | 2      | 4     | 07     |
| 4      | België    | 1    | 0      | 2     | 03     |
| 5      | Duitsland | 0    | 2      | 1     | 03     |
| Totaal | Totaal    | 12   | 12     | 12    | 36     |

Pico 1989 · 
Inzell 1990 · 
Pineto 1991 · 
Acireale 1992 · 
Valence d'Agen 1993 · 
Pamplona 1994 · 
Praia da Vitória 1995 · 
Saint-Brieuc 1996 · 
Roseto 1997 · 
Coulaines 1998 · 
Zandvoorde 1999 · 
Latina 2000 · 
Paços de Ferreira 2001 · 
Valence d'Agen 2002 · 
Padua 2003 · 
Heerde/Groningen 2004 · 
Juterborg 2005 · 
Cassano d'Adda 2006 · 
Oporto 2007 · 
Gera 2008 · 
Oostende 2009 · 
San Benedetto del Tronto 2010 ·
Heerde/Zwolle 2011 · 
Szeged 2012 · 
Almere 2013 · 
Geisingen 2014 · 
Wörgl/Innsbruck 2015 ·
Heerde/Steenwijk 2016 · 
Lagos 2017 · 
Oostende 2018 · 
Pamplona 2019 · 
Canelas 2021 · 
L'Aquila 2022 · 
Valence d'Agen 2023 · 
Oostende 2024